# Geórgios Kamínis
Geórgios Kamínis (en grec moderne : Γεώργιος Καμίνης), né le 15 juillet 1954 à New York, est un universitaire et homme politique grec de centre gauche.
Il est défenseur du citoyen entre 2003 et 2010 et maire d'Athènes de 2011 à 2019.

## Biographie

### Formation et vie professionnelle
Né aux États-Unis où son père travaillait, il est diplômé de l'université nationale et capodistrienne d'Athènes, de l'université Panthéon-Assas et de l'université Panthéon-Sorbonne. Il enseigne le droit constitutionnel à l'université d'Athènes.
Il est nommé adjoint du défenseur du citoyen délégué aux droits humains en 1998, puis défenseur du citoyen en mai 2003. Il remplace Nikifóros Diamandoúros, devenu médiateur européen.

### Maire d'Athènes
Il démissionne en septembre 2010 pour postuler aux élections locales de novembre comme candidat indépendant soutenu par le centre gauche pour la mairie d'Athènes. Bénéficiant de l'appui du Mouvement socialiste panhellénique (PASOK), de la Gauche démocrate (DIMAR) et des Verts écologistes (OP) notamment, il arrive deuxième du premier tour le 7 novembre avec 28,4 % des suffrages derrière le sortant investi par la Nouvelle Démocratie (ND) et l'Alerte populaire orthodoxe (LAOS) Nikítas Kaklamánis. Au second tour une semaine plus tard, il s'impose avec 52 % des voix.
Lors des élections locales de mai 2014, il se présente pour un second mandat à la direction de la capitale grecque. Le premier tour le 18 mai le voit sortir en tête en recueillant 21,1 %, à peine un point devant le candidat de la Coalition de la gauche radicale (SYRIZA) Gavriíl Sakellarídis. Kamínis l'emporte une semaine plus tard avec 51,4 %.
Il postule trois ans et demi plus tard aux primaires des partis du centre gauche grec. Recueillant 13,5 % des suffrages, il termine troisième du premier tour le 12 novembre 2017, derrière la présidente du Mouvement socialiste panhellénique (PASOK) Fófi Gennimatá — élue au second tour — et le député européen PASOK Níkos Androulákis.
Kamínis est candidat aux élections européennes de 2019 sur la liste du Mouvement pour le changement et démissionne de son mandat de maire.